# Васташуй
Васташуй (мар. Ваштаршӱ) — деревня в Советском районе Республики Марий Эл. Входит в состав Верх-Ушнурского сельского поселения.

## Географическое положение
Находится в центральной части республики Марий Эл на расстоянии приблизительно 16 км по прямой на север-северо-восток от районного центра посёлка Советский.

## История
В 1925 году в деревне Васташуй было 38 хозяйств, население составляло 174 человека по национальности мари и 9 русских. Деревня известна своим прудом, сделанным в 1987 году. В советское время работали колхозы «Васташуй» и «Красный Октябрь».

## Население
Население составляло 70 человек (мари 100 %) в 2002 году, 69 в 2010.